# Spielvereinigung Unterhaching 1995-1996
Questa voce raccoglie le informazioni riguardanti la Spielvereinigung Unterhaching nelle competizioni ufficiali della stagione 1995-1996.

## Stagione
Nella stagione 1995-1996 l'Unterhaching, allenato da Lorenz-Günther Köstner, concluse il campionato di 2. Bundesliga al 4º posto. In Coppa di Germania l'Unterhaching fu eliminato agli ottavi di finale dal Karlsruhe.

## Rosa
| N. |                     | Ruolo | Calciatore      |
| -- | ------------------- | ----- | --------------- |
| 1  | Germania (bandiera) | P     | Jürgen Wittmann |
| 4  | Germania (bandiera) | D     | Ralf Bucher     |
| 6  | Germania (bandiera) | D     | Jörg Bergen     |
| 7  | Germania (bandiera) | C     | Dirk Hofmann    |
| 8  | Germania (bandiera) | C     | Peter Zeiler    |
| 14 | Spagna (bandiera)   | A     | Alfonso García  |
| 16 | Germania (bandiera) | C     | Andreas Hartig  |
| 22 | Germania (bandiera) | P     | Udo Mai         |
| 24 | Croazia (bandiera)  | D     | Ivica Vladimir  |
| 27 | Germania (bandiera) | P     | Peter Sirch     |
|    | Germania (bandiera) | D     | Michael Fersch  |

| N. |                     | Ruolo | Calciatore         |
| -- | ------------------- | ----- | ------------------ |
|    | Germania (bandiera) | D     | Dennis Grassow     |
|    | Germania (bandiera) | C     | Albert Gröber      |
|    | Germania (bandiera) | C     | Matthias Lust      |
|    | Germania (bandiera) | C     | Markus Oberleitner |
|    | Germania (bandiera) | C     | Thomas Radlspeck   |
|    | Germania (bandiera) | C     | Stefan Reich       |
|    | Germania (bandiera) | C     | Christian Simon    |
|    | Germania (bandiera) | C     | Stephan Täuber     |
|    | Germania (bandiera) | A     | Norbert Bartsch    |
|    | Germania (bandiera) | A     | Frank Schmöller    |

## Organigramma societario
Area tecnica
- Allenatore: Lorenz-Günther Köstner
- Allenatore in seconda: Harry Deutinger
- Preparatore dei portieri:
- Preparatori atletici:

## Calciomercato

### Sessione estiva
| Acquisti | Acquisti         | Acquisti         | Acquisti |
| R.       | Nome             | da               | Modalità |
| -------- | ---------------- | ---------------- | -------- |
| C        | Matthias Lust    | Saarbrücken      |          |
| P        | Udo Mai          | Schalke 04       |          |
| C        | Thomas Radlspeck | Bayern Monaco II |          |
| A        | Frank Schmöller  | Fortuna Colonia  |          |
| C        | Christian Simon  | Saarbrücken      |          |
| C        | Stephan Täuber   | Wolfsburg        |          |

| Cessioni | Cessioni         | Cessioni          | Cessioni |
| R.       | Nome             | a                 | Modalità |
| -------- | ---------------- | ----------------- | -------- |
| C        | Fahrettin Durak  | Bursaspor         |          |
| C        | Anđelko Urošević | Wacker Burghausen |          |

### Sessione invernale
| Acquisti | Acquisti | Acquisti | Acquisti |
| R.       | Nome     | da       | Modalità |
| -------- | -------- | -------- | -------- |

| Cessioni | Cessioni     | Cessioni      | Cessioni |
| R.       | Nome         | a             | Modalità |
| -------- | ------------ | ------------- | -------- |
| C        | Rajko Tavčar | TSV Ottobrunn |          |

## Risultati

### 2. Bundesliga

#### Girone di andata
| Arbitro: | Fleske |

|            |           |            |
| Bergen 43’ | Marcatori | 76’ Helmer |

| Arbitro: | Rüdiger |

|          |           |  |
| Rath 68’ | Marcatori |  |

| Unterhaching 13 agosto 1995, ore 15:00 CEST 3ª giornata | Unterhaching | 0 – 0 referto | Norimberga | Stadion am Sportpark (8 000 spett.)\| Arbitro: \| Friedrichs \| |
| Arbitro:                                                | Friedrichs   |               |            |                                                                 |

| Arbitro: | Byernetzky |

|  |           |                            |
|  | Marcatori | 20’ Oberleitner 30’ Zeiler |

| Arbitro: | Schütz |

|               |           |  |
| Radlspeck 40’ | Marcatori |  |

| Arbitro: | Müller |

|                                      |           |               |
| Stammann 10’ Dammeier 43’ Präger 45’ | Marcatori | 27’ Radlspeck |

| Arbitro: | Casper |

|  |           |                 |
|  | Marcatori | 75’ Oberleitner |

| Arbitro: | Weiner |

|                          |           |  |
| Oberleitner 3’ Simon 90’ | Marcatori |  |

| Arbitro: | Fischer |

|                        |           |  |
| Hecker 53’ Meißner 60’ | Marcatori |  |

| Arbitro: | Blumenstein |

|                                 |           |  |
| Reich 37’ Bergen 67’ Fersch 90’ | Marcatori |  |

| Arbitro: | Prengel |

|                                          |           |                       |
| Grevelhörster 43’ Ziemer 45’ Demandt 86’ | Marcatori | 75’ (aut.) Neustädter |

| Arbitro: | Leimert |

|            |           |                       |
| Hartig 32’ | Marcatori | 3’ Nijhuis 53’ Kienle |

| Arbitro: | Malbranc |

|                            |           |                |
| Közle 28’ Peschel 36’, 49’ | Marcatori | 7’ Oberleitner |

| Arbitro: | Keßler |

|           |           |  |
| Simon 15’ | Marcatori |  |

| Arbitro: | Hilmes |

|                                   |           |                 |
| Jurgeleit 3’, 73’ (rig.) Koch 23’ | Marcatori | 78’ Oberleitner |

| Arbitro: | Dehmelt |

|                                               |           |              |
| Schmöller 45’, 49’ Oberleitner 84’ Täuber 88’ | Marcatori | 30’ Heidrich |

| Arbitro: | Friedrichs |

|             |           |                           |
| Kirsten 35’ | Marcatori | 18’ Oberleitner 65’ Reich |

#### Girone di ritorno
| Meppen 3 dicembre 1995, ore 14:00 CET 18ª giornata | Meppen | 0 – 0 referto | Unterhaching | Emslandstadion (5 000 spett.)\| Arbitro: \| Fandel \| |
| Arbitro:                                           | Fandel |               |              |                                                       |

| Unterhaching 8 dicembre 1995, ore 19:00 CET 19ª giornata | Unterhaching | 0 – 0 referto | Hertha Berlino | Stadion am Sportpark (1 500 spett.)\| Arbitro: \| Wagner \| |
| Arbitro:                                                 | Wagner       |               |                |                                                             |

| Arbitro: | Domurat |

|                      |           |                           |
| Moore 39’ Knäbel 60’ | Marcatori | 16’ Grassow 29’ Schmöller |

| Arbitro: | Koop |

|                 |           |  |
| Täuber 32’, 76’ | Marcatori |  |

| Bochum 24 marzo 1996, ore 15:00 CET 22ª giornata | Wattenscheid 09 | 0 – 0 referto | Unterhaching | Lohrheidestadion (1 000 spett.)\| Arbitro: \| Dörr \| |
| Arbitro:                                         | Dörr            |               |              |                                                       |

| Arbitro: | Hotop |

|                            |           |                        |
| Oberleitner 12’ Bergen 25’ | Marcatori | 22’ Ratke 87’ Stammann |

| Arbitro: | Haupt |

|                                       |           |             |
| García 36’ Oberleitner 49’ Hartig 83’ | Marcatori | 48’ Reichel |

| Arbitro: | Schütz |

|               |           |  |
| Hutwelker 33’ | Marcatori |  |

| Arbitro: | Wezel |

|  |           |              |
|  | Marcatori | 87’ Gütschow |

| Arbitro: | Kasper |

|                 |           |                        |
| Walter 25’, 36’ | Marcatori | 38’ Bartsch 89’ Bergen |

| Unterhaching 5 maggio 1996, ore 15:00 CEST 28ª giornata | Unterhaching | 0 – 0 referto | Magonza | Stadion am Sportpark (2 000 spett.)\| Arbitro: \| Friedrichs \| |
| Arbitro:                                                | Friedrichs   |               |         |                                                                 |

| Arbitro: | Casper |

|            |           |          |
| Hirsch 55’ | Marcatori | 40’ Lust |

| Arbitro: | Habermann |

|                                             |           |                            |
| García 10’, 43’ Radlspeck 56’ Schmöller 79’ | Marcatori | 22’ Peschel 60’ Guðjónsson |

| Arbitro: | Schmidt |

|              |           |                                       |
| Daschner 43’ | Marcatori | 16’ Radlspeck 32’ García 79’ Vladimir |

| Arbitro: | Müller |

|                                                           |           |  |
| Grassow 8’ García 25’ Hartig 48’ Radlspeck 52’ Gröber 90’ | Marcatori |  |

| Arbitro: | Weiner |

|                                    |           |                          |
| Kujat 45’ Heidrich 53’ Däbritz 90’ | Marcatori | 70’ Gröber 87’ Schmöller |

| Arbitro: | Fröhlich |

|                                      |           |                             |
| Gröber 7’, 27’ García 17’ Hartig 58’ | Marcatori | 37’ Leonhardt 80’ Schreiber |

### Coppa di Germania
| Arbitro: | Domurat |

|  |           |                            |
|  | Marcatori | 31’ Oberleitner 85’ Bucher |

| Arbitro: | Hauer |

|                       |           |                             |
| Otten 42’ Klingen 88’ | Marcatori | 11’ Grassow 18’, 30’ García |

| Arbitro: | Kemmling |

|                                   |           |                               |
| Oberleitner 20’ Hartig 84’ (rig.) | Marcatori | 42’ Reich 48’ Knup 74’ Häßler |

## Statistiche

### Statistiche di squadra
| Competizione      | Punti | In casa | In casa | In casa | In casa | In casa | In casa | In trasferta | In trasferta | In trasferta | In trasferta | In trasferta | In trasferta | Totale | Totale | Totale | Totale | Totale | Totale | DR  |
| Competizione      | Punti | G       | V       | N       | P       | Gf      | Gs      | G            | V            | N            | P            | Gf           | Gs           | G      | V      | N      | P      | Gf     | Gs     | DR  |
| ----------------- | ----- | ------- | ------- | ------- | ------- | ------- | ------- | ------------ | ------------ | ------------ | ------------ | ------------ | ------------ | ------ | ------ | ------ | ------ | ------ | ------ | --- |
| 2. Bundesliga     | 52    | 17      | 10      | 5       | 2       | 33      | 12      | 17           | 4            | 5            | 8            | 19           | 26           | 34     | 14     | 10     | 10     | 52     | 38     | +14 |
| Coppa di Germania | -     | 1       | 0       | 0       | 1       | 2       | 3       | 2            | 2            | 0            | 0            | 5            | 2            | 3      | 2      | 0      | 1      | 7      | 5      | +2  |
| Totale            | 52    | 18      | 10      | 5       | 3       | 35      | 15      | 19           | 6            | 5            | 8            | 24           | 28           | 37     | 16     | 10     | 11     | 59     | 43     | +16 |

### Andamento in campionato
| Giornata  | 1 | 2  | 3  | 4  | 5 | 6  | 7 | 8 | 9 | 10 | 11 | 12 | 13 | 14 | 15 | 16 | 17 | 18 | 19 | 20 | 21 | 22 | 23 | 24 | 25 | 26 | 27 | 28 | 29 | 30 | 31 | 32 | 33 | 34 |
| --------- | - | -- | -- | -- | - | -- | - | - | - | -- | -- | -- | -- | -- | -- | -- | -- | -- | -- | -- | -- | -- | -- | -- | -- | -- | -- | -- | -- | -- | -- | -- | -- | -- |
| Luogo     | C | T  | C  | T  | C | T  | T | C | T | C  | T  | C  | T  | C  | T  | C  | T  | T  | C  | T  | C  | T  | C  | C  | T  | C  | T  | C  | T  | C  | T  | C  | T  | C  |
| Risultato | N | P  | N  | V  | V | P  | V | V | P | V  | P  | P  | P  | V  | P  | V  | V  | N  | N  | N  | V  | N  | N  | V  | P  | P  | N  | N  | N  | V  | V  | V  | P  | V  |
| Posizione | 6 | 13 | 13 | 12 | 7 | 12 | 7 | 5 | 6 | 5  | 8  | 9  | 10 | 8  | 10 | 8  | 7  | 7  | 7  | 8  | 6  | 5  | 5  | 5  | 5  | 6  | 5  | 7  | 7  | 5  | 5  | 4  | 4  | 4  |

Legenda:

Luogo: C = Casa; T = Trasferta. Risultato: V = Vittoria; N = Pareggio; P = Sconfitta.

### Statistiche dei giocatori
| Giocatore      | 2. Bundesliga | 2. Bundesliga | 2. Bundesliga | 2. Bundesliga | Coppa di Germania | Coppa di Germania | Coppa di Germania | Coppa di Germania | Totale   | Totale | Totale      | Totale     |
| Giocatore      | Presenze      | Reti          | Ammonizioni   | Espulsioni    | Presenze          | Reti              | Ammonizioni       | Espulsioni        | Presenze | Reti   | Ammonizioni | Espulsioni |
| -------------- | ------------- | ------------- | ------------- | ------------- | ----------------- | ----------------- | ----------------- | ----------------- | -------- | ------ | ----------- | ---------- |
| N. Bartsch     | 9             | 1             | 0             | 0             | 0                 | 0                 | 0                 | 0                 | 9        | 1      | 0           | 0          |
| J. Bergen      | 32            | 4             | 4             | 0             | 3                 | 0                 | 0                 | 1                 | 35       | 4      | 4           | 1          |
| R. Bucher      | 30            | 0             | 5             | 0             | 3                 | 1                 | 1                 | 0                 | 33       | 1      | 6           | 0          |
| M. Fersch      | 10            | 1             | 0             | 0             | 1                 | 0                 | 0                 | 0                 | 11       | 1      | 0           | 0          |
| A. García      | 29            | 6             | 3             | 0             | 3                 | 2                 | 0                 | 0                 | 32       | 8      | 3           | 0          |
| D. Grassow     | 31            | 2             | 9             | 1             | 3                 | 1                 | 0                 | 0                 | 34       | 3      | 9           | 1          |
| A. Gröber      | 3             | 4             | 1             | 0             | 0                 | 0                 | 0                 | 0                 | 3        | 4      | 1           | 0          |
| A. Hartig      | 25            | 4             | 3             | 0             | 1                 | 1                 | 0                 | 0                 | 26       | 5      | 3           | 0          |
| D. Hofmann     | 29            | 0             | 5             | 1             | 3                 | 0                 | 0                 | 0                 | 32       | 0      | 5           | 1          |
| M. Lust        | 34            | 1             | 2             | 0             | 3                 | 0                 | 0                 | 0                 | 37       | 1      | 2           | 0          |
| U. Mai         | 7             | 0             | 0             | 0             | 0                 | 0                 | 0                 | 0                 | 7        | 0      | 0           | 0          |
| M. Oberleitner | 24            | 9             | 7             | 0             | 3                 | 2                 | 0                 | 0                 | 27       | 11     | 7           | 0          |
| T. Radlspeck   | 28            | 5             | 5             | 0             | 3                 | 0                 | 1                 | 0                 | 31       | 5      | 6           | 0          |
| S. Reich       | 33            | 2             | 4             | 0             | 3                 | 0                 | 0                 | 0                 | 36       | 2      | 4           | 0          |
| F. Schmöller   | 20            | 5             | 1             | 0             | 0                 | 0                 | 0                 | 0                 | 20       | 5      | 1           | 0          |
| C. Simon       | 17            | 2             | 0             | 0             | 2                 | 0                 | 0                 | 0                 | 19       | 2      | 0           | 0          |
| P. Sirch       | 1             | 0             | 0             | 0             | 0                 | 0                 | 0                 | 0                 | 1        | 0      | 0           | 0          |
| R. Tavčar      | 1             | 0             | 0             | 0             | 0                 | 0                 | 0                 | 0                 | 1        | 0      | 0           | 0          |
| S. Täuber      | 32            | 3             | 8             | 0             | 3                 | 0                 | 1                 | 0                 | 35       | 3      | 9           | 0          |
| I. Vladimir    | 15            | 1             | 0             | 0             | 2                 | 0                 | 0                 | 0                 | 17       | 1      | 0           | 0          |
| J. Wittmann    | 27            | 0             | 1             | 0             | 3                 | 0                 | 0                 | 0                 | 30       | 0      | 1           | 0          |
| P. Zeiler      | 33            | 1             | 7             | 0             | 3                 | 0                 | 0                 | 0                 | 36       | 1      | 7           | 0          |